# Équipe cycliste Sindicato de Empleados Públicos de San Juan
L'équipe cycliste Sindicato de Empleados Públicos de San Juan est une équipe cycliste argentine créée en 2013. Elle court avec une licence d'équipe continentale entre 2015 et 2023.

## Histoire de l'équipe
En janvier 2018, Gonzalo Najar gagne à la surprise générale le Tour de San Juan, principale course cycliste du pays, devant le vétéran espagnol Óscar Sevilla. En mai 2018, l'Union cycliste internationale annonce que Najar a été contrôlé positif à l'EPO CERA à l'issue de cette course, alors que son coéquipier Gastón Javier  a été contrôlé positif aux stéroïdes anabolisants androgènes. Ces deux contrôles positifs entraînent la suspension de l'équipe du 15 janvier au 1er mars 2019. En décembre 2018, Najar est suspendu quatre ans, soit jusqu'au 2 mai 2022.

## Principales victoires

### Courses par étapes
- Tour de San Juan : 2018 (Gonzalo Najar)[4]

### Championnats nationaux
- Championnats d'Argentine sur route : 7
  - Course en ligne : 2017 (Gonzalo Najar)
  - Contre-la-montre : 2014, 2016 (Laureano Rosas), 2017 (Mauricio Muller), 2018 (Emiliano Ibarra), 2019 et 2021 (Juan Pablo Dotti)
  - Course en ligne espoirs : 2023 (William Brun)
- Championnats du Mexique sur route : 1
  - Contre-la-montre : 2017 (Ignacio de Jesús Prado)

## Classements UCI
L'équipe participe aux épreuves des circuits continentaux et en particulier de l'UCI America Tour. Les tableaux ci-dessous présentent les classements de l'équipe sur les différents circuits, ainsi que son meilleur coureur au classement individuel.
UCI America Tour
| UCI America Tour | UCI America Tour       | UCI America Tour                          | UCI America Tour |
| Année            | Classement par équipes | Meilleur coureur au classement individuel |                  |
| ---------------- | ---------------------- | ----------------------------------------- | ---------------- |
| 2015             | 24e                    | Laureano Rosas (98e)                      |                  |
| 2016             | 15e                    | Laureano Rosas (47e)                      |                  |
| 2017             | 33e                    | Ignacio Prado (134e)                      |                  |
| 2018             | 18e                    | Gonzalo Najar (15e)                       |                  |
| 2019             | 21e                    | Magno Nazaret (105e)                      |                  |
| 2020             | 13e                    | Juan Pablo Dotti (65e)                    |                  |
| 2022             | 25e                    | Juan Pablo Dotti (222e)                   |                  |
| 2023             | 14e                    | Nicolás Paredes (70e)                     |                  |
|                  |                        |                                           |                  |
| Source : UCI     |                        |                                           |                  |

L'équipe est également classée au Classement mondial UCI qui prend en compte toutes les épreuves UCI et concerne toutes les équipes UCI.
| Classement mondial | Classement mondial     | Classement mondial                        | Classement mondial |
| Année              | Classement par équipes | Meilleur coureur au classement individuel |                    |
| ------------------ | ---------------------- | ----------------------------------------- | ------------------ |
| 2016               | -                      | Laureano Rosas (659e)                     |                    |
| 2017               | -                      | Ignacio Prado (1417e)                     |                    |
| 2018               | -                      | Gonzalo Najar (549e)                      |                    |
| 2019               | 176e                   | Magno Nazaret (888e)                      |                    |
| 2020               | 147e                   | Juan Pablo Dotti (859e)                   |                    |
| 2022               | 186e                   | Juan Pablo Dotti (1530e)                  |                    |
| 2023               | 127e                   | Nicolás Paredes (741e)                    |                    |
|                    |                        |                                           |                    |
| Source : UCI       |                        |                                           |                    |

## Sindicato de Empleados Públicos de San Juan en 2022
| Cycliste                 | Date de naissance | Nationalité | Équipe 2021                                 |  |
| ------------------------ | ----------------- | ----------- | ------------------------------------------- |  |
| Dario Alvarez            | 30 janvier 1990   | Argentine   | Sindicato de Empleados Públicos de San Juan |  |
| Leonardo Cobarrubia      | 26 mars 1998      | Argentine   | Sindicato de Empleados Públicos de San Juan |  |
| Juan Pablo Dotti         | 24 juin 1984      | Argentine   | Sindicato de Empleados Públicos de San Juan |  |
| Leandro Agustin Gonzalez | 11 février 1998   | Argentine   | Sindicato de Empleados Públicos de San Juan |  |
| Matias Alberto Lisa      | 25 août 1990      | Argentine   | Sindicato de Empleados Públicos de San Juan |  |
| Angel Naveda             | 8 avril 2000      | Argentine   | Sindicato de Empleados Públicos de San Juan |  |
| Juan Paz                 | 28 juillet 2002   | Argentine   |                                             |  |
| Marcos Leon Rodriguez    | 2 août 1996       | Argentine   |                                             |  |
| Nicolas Traico           | 6 novembre 1992   | Argentine   | Sindicato de Empleados Públicos de San Juan |  |
| Eduardo Vila Castro      | 2 décembre 1997   | Argentine   | Sindicato de Empleados Públicos de San Juan |  |